# Смит, Джон (рефери)
Джон Смит (англ. John Smyth, 28 мая 1928 — 4 января 2007) — профессиональный снукерный рефери.

## Биография и карьера
Джон Смит родился в Ирландии. До начала своей карьеры рефери он 28 лет работал водителем Лондонского метро. Также он играл в снукер на любительском уровне и был 6-кратным чемпионом Piccadilly line. Хотя Смит получил статус профессионального рефери в 1978 году, ещё в 1977 он судил финал чемпионата мира (таким образом, Джон стал первым рефери финального матча мирового первенства в Крусибле). В том же году он стал одним из учредителей Ассоциации Профессиональных Рефери снукера (PRA). Позже, в 1982 он снова судил финал чемпионата мира, когда Алекс Хиггинс выиграл свой второй титул на этом турнире. Также, в 1984, на турнире Мастерс Смит обслуживал матч, в котором Кирк Стивенс сделал максимальный брейк.
Джон Смит был одним из основных снукерных рефери 1980-х. Он уволился в 1996 году, но продолжал активную деятельность в снукере: всю оставшуюся жизнь он был президентом PRA. Умер Смит в 2007 году от рака.